# Otto F. Zeltner
Otto Frederik Theodor Zeltner (16. oktober 1858 i København – 1. januar 1923 i København) var en dansk arkitekt og kgl. slotsforvalter. Han var søn af arkitekt og slotsforvalter Theodor Zeltner.

## Biografi
Efter sin konfirmation kom Zeltner i murerlære og blev murersvend, gik dernæst på Teknisk Institut og på C.V. Nielsens tegneskole. Zeltner blev optaget på Kunstakademiets Arkitektskole i februar 1876 og tog afgang 28. marts 1884. Han var medarbejder hos faderen Theodor Zeltner, hvis stilling som slotsforvalter på Christiansborg Slot han overtog ved faderens død 1904. Han var også tilsynsførende ved statens øvrige bygninger på Slotsholmen. I løbet af sit liv foretog arkitekten flere rejser til udlandet. Zeltner forblev ugift og er begravet på Assistens Kirkegård.